# Usine des cafés Patin
L'ancienne usine des cafés Patin est un ancien bâtiment industriel situé dans le Paris 17e.

## Localisation
L’ancienne usine et de l’hôtel particulier est situé au 8, rue de Lévis à Paris. Actuellement, plusieurs boutiques sont présentes sur la rue dont un magasin de café.
Sur la façade, on peut encore apercevoir la mention "CAFÉS E. PATIN, MON FÉE EN 1840"

## Historique
En 1810, il y existe un cabaret avec une salle de banquet qui peut accueillir jusqu'à 5 000 personnes. En 1840, les cafés Patin transforme la salle en lieu de meetings politiques. En 1884, Louise Michel et le groupe anarchiste La Panthère des Batignolles y tiennent un meeting, les forces de l'ordre interviennent à l'issue de la manifestation. 
Si la maison Patin est fondée en 1840, l’usine de torréfaction de la rue de Lévis a été construite entre 1885 et 1889 par Étienne Gillet, accompagnée d’un magasin de vente ; ces derniers avaient d'autres boutiques de café dans Paris situés rue Montmartre ou rue Tronchet.
En 1906, Charles Gillet décide de raser les constructions sur rue et y fait construire un immeuble haussmannien, il continue le commerce du café, du chocolat et du thé.  
La société des Cafés Patins, fondée en 1976, a cessé en 1987 ; l’usine de torréfaction a été transformée en appartements dans les années 1980 et la boutique reprise par les Comptoirs Richard.
L'édifice est inscrit au titre des monuments historiques par arrêté du 13 septembre 2021.